# 낙태 반대 운동
낙태 반대 운동(落胎反對運動)은 낙태의 합법화와 선택적 낙태에 반대하는 운동이다. 이러한 입장을 영미권에서는 생명 옹호론자 (pro-life)라고도 부르며 그 어느 형태의 낙태도 허락지 않는 입장은 낙태 폐지주의 (abortion abolition)에 속한다. 

## 국가별 운동

### 프랑스
1971년 프랑스 최초의 반낙태 운동 단체인 Laissez-les-vivre-SOS futures mères가 설립되었다. 소속 주요 인물로는 유전학자 제롬 르준(Jerome Lejeune)이 있다. 반낙태 시위 Marche pour la vie를 2005년부터 매년 개최하고 있다.

### 아일랜드
주요 단체로는 Pro Life Campaign과 Youth Defence가 있다.

### 리히텐슈타인
2011년에 실시된 국민투표에서 찬성 47.7%, 반대 52.3%로 낙태 합법화 법안이 부결되었다.

### 스페인
2010년 1,067,315명의 국민들이 자유 낙태 반대 청원에 서명하였다.

### 영국
주요 단체로는 Society for the Protection of Unborn Children가 있다. 이는 세계 최초의 반낙태 운동 단체이다.

### 이스라엘
주요 단체로는 Efrat이 있다. Efrat은 임신 여성에 대한 경제적 지원을 주요 활동으로 하고 있다.

### 캐나다
대표 단체인 Canada Silent No More은 후기낙태와 부분출산낙태에 대한 금지법 제정을 주장하고 있다.

### 미국
1973년 로 대 웨이드 사건 이후 지속적인 반낙태 운동이 전개되고 있다.

## 같이 보기
- 생명윤리학